# Шипиловка (Красноярский край)
Шипиловка — деревня в Назаровском районе Красноярского края России. Входит в состав Красносопкинского сельсовета.

## География
Деревня находится на расстоянии 62 км к югу от города Назарово, административного центра района.

## Население
| 2010 |
| ---- |
| 46   |

### Гендерный состав
По данным Всероссийской переписи населения 2010 года, в деревне проживало 46 человек (24 мужчины и 22 женщины).